# Geografia da América do Sul

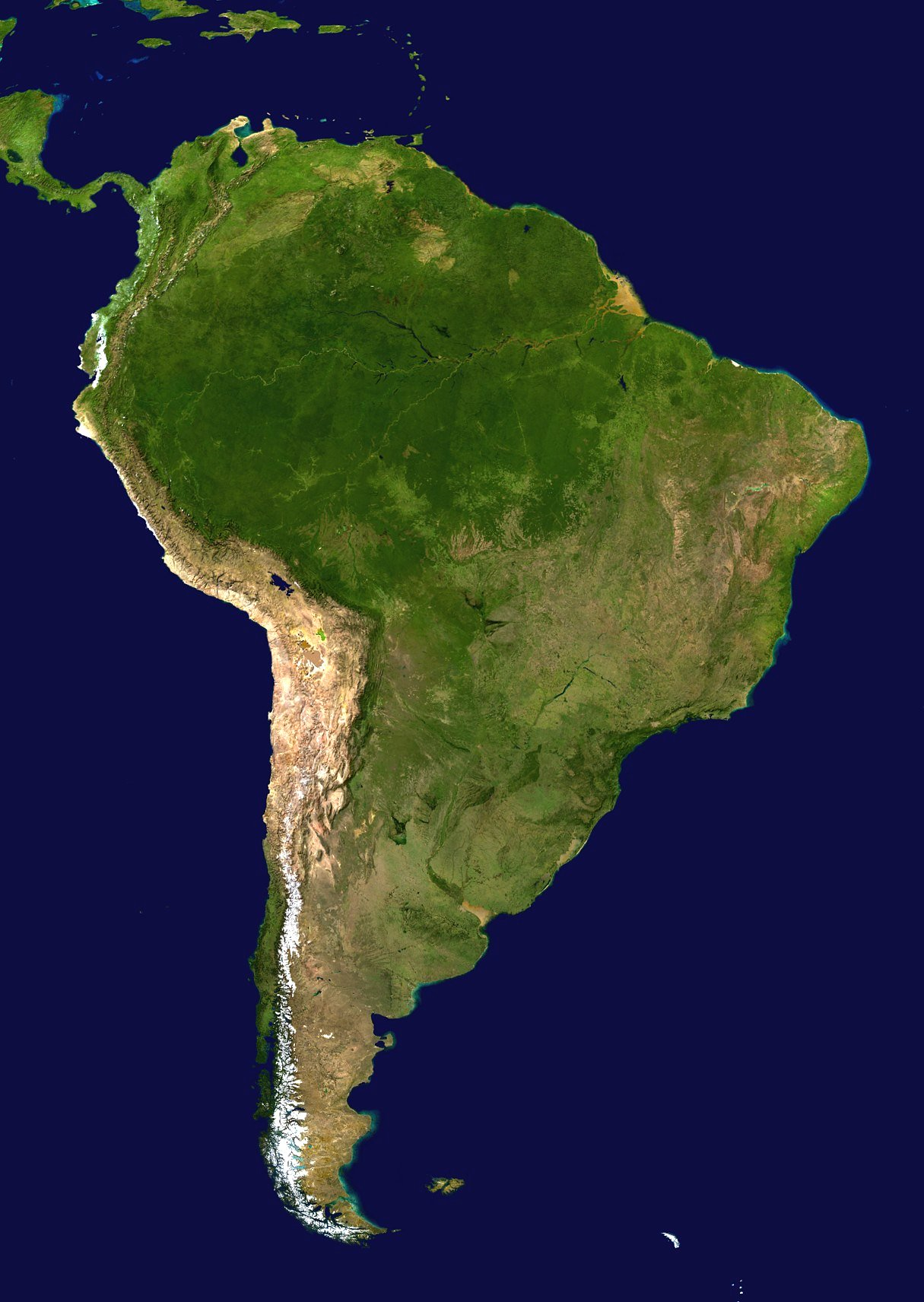
América do Sul

A Geografia da América do Sul é um domínio de estudos e conhecimentos sobre todas as características do continente.
A América do Sul ocupa uma área de 17 819 100 km2, localiza-se a 60º00'00" de longitude oeste do Meridiano de Greenwich e a 20º00'00" de latitude sul da Linha do Equador e com fusos horários -6, -5, -4, -3 e -2 horas em relação a hora mundial GMT. Quatro quintos do continente ficam a sul da Linha do Equador. No planeta Terra, o continente faz parte da continente pan-americano. É banhada pelo mar do Caribe, pelo oceano Atlântico e pelo oceano Pacífico.
Com 17,8 milhões de km2, a América do Sul une-se à América do Norte pelo istmo da América Central e separa-se da Antártica pelo estreito de Drake. A porção oeste é ocupada pela cordilheira dos Andes, cujo ponto mais alto é o monte Aconcágua, com 6 960 m. As planícies centrais abrigam a bacia hidrográfica do Orinoco, a Amazônica e a do Prata. Na região norte, onde o clima é equatorial, encontram-se florestas tropicais úmidas. Os rios que descem a cordilheira dos Andes em direção ao oceano Pacífico são, em geral, curtos, enquanto os que correm em direção ao Atlântico são extensos, como o Amazonas, Tocantins, São Francisco, Paraná e da Prata.
Nas áreas mais secas do centro localiza-se o cerrado. O sul possui faixas áridas, como o deserto do Atacama, e uma zona temperada, ocupada por florestas tropicais e pelos pampas argentinos. De acordo com o World Resources Institute, a América do Sul preserva quase 70% de suas florestas. A maior mata nativa é a da Amazônia, seguida das florestas temperadas do Chile e da Argentina. A leste se destaca a planície atlântica oriental sul-americana, com aglomerações demográficas. O subcontinente sul-americano distribui-se entre o seu limite norte, em Punta Gallinas, e o seu limite sul, situado no Cabo Horn, Chile, que separa este continente da Antártida. O limite mais a este localiza-se no cabo de São Roque, no Brasil. O seu ponto mais ocidental (Oeste) é em Punta Pariñas, no Peru.

## Relevo e geologia

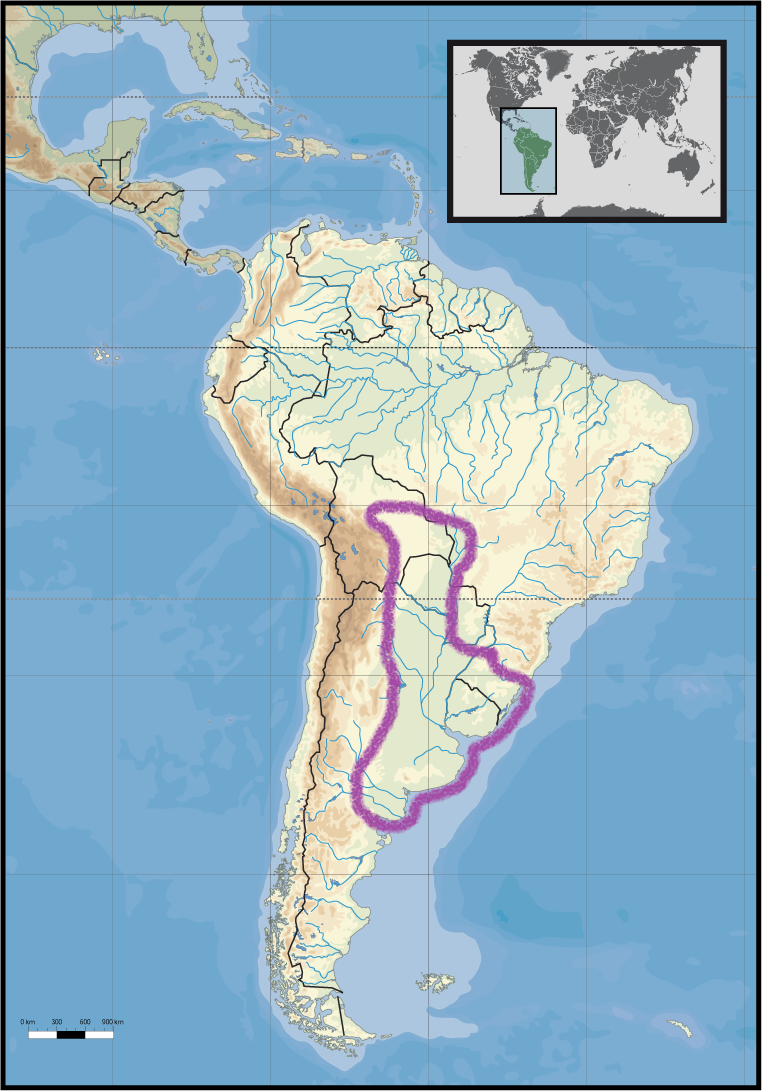
Mapa da planície chaco-pampeana (ou planície platina).

Primitivamente ligada à África, com a qual compunha o continente da Gonduana, de que também faziam parte Madagascar, península Arábica, Índia e Austrália, a América do Sul era representada, basicamente, por três massas cristalinas, separadas por braços de mares rasos: o escudo Brasileiro, o escudo Guiano e o escudo Patagônico. O mares epicontinentais situavam-se em áreas correspondentes às atuais bacias Platina a Amazônica. Os escudos Brasileiro e Guiano apresentam traços de dobramentos antigos, pré-cambrianos e pré-devonianos, o mesmo se verificando no Cretáceo com o escudo Patagônico. O período de fortes erosões, que se seguiu à formação desses dobramentos, carreou enorme massa de sedimentos para a depressão longitudinal ocidental, o chamado geossínclineo Andino. No Cretáceo, quando parece ter-se iniciado o desligamento do bloco africano do brasileiro, começaram também os primeiros esforços tangenciais que, atuando sobre geossinclíneo Andino, dobraram as camadas sedimentares acumuladas, dando origem à cordilheira dos Andes, já no Terciário. Esses mesmos esforços tangenciais, atuando sobre os três grandes escudos, apenas conseguiram arqueá-los, como ocorreu no escudo Brasileiro, que, nas áreas de maior fraqueza da flexura, fraturou-se, produzindo falhas escalonadas que aparecem no seu rebordo atlântico e bem representadas pela serra do Mar.
Uma vez formada a cordilheira dos Andes, ocorreu quase simultaneamente a regressão dos mares que cobriam as partes mais baixas dos escudos ou entre estes e os Andes. Dessa forma, à deposição de detritos, que já se verificava antes mesmo do aparecimento dos Andes — graças aos sedimentos provenientes da erosão do planalto Brasileiro e do planalto das Guianas —, vieram juntar-se também os sedimentos de origem andina.
Com relação à bacia Amazônica, o levantamento do bloco andino barrou o escoamento das águas para oeste e, com o aumento da sedimentação, a bacia adquiriu um aspecto lagunar. A formação da drenagem e das cabeceiras principais forçou o escoamento para leste. A partir de então, a sedimentação passou a ter como fator preponderante o trabalho fluvial.
A evolução da sedimentação da bacia do Orinoco não teve sequência muito diferente da bacia Amazônica, sendo certo sobre o cristalino predominou a sedimentação marinha.
Quanto à planície do Pampa, pois, ao que parece, a sedimentação, até o final do Mesozóico, ocorreu em ambiente marinho ou em conjunto de grandes lagunas. Mas no Terciário, com a formação dos Andes, o braço de mar que separava o escudo Patagônico do Brasileiro regrediu até que a maior parte da planura pampiana ficou sob o domínio da acumulação continental. De outro lado, no Mesozóico e Paleozóico, os sedimentos provieram das áreas cristalinas das áreas soerguidas do norte (planalto Brasileiro) ou do sul (escudo Patagônico), enquanto no Terciário a planície começou também a receber os sedimentos dos Andes.
O relevo dessa área plana, baixa e quase contínua, representada pelas planícies do Orinoco, Amazônica e do Pampa, a par de uma série de semelhanças, possui características próprias. A planície Amazônica é um imenso funil que desce suavemente em direção ao Atlântico a partir dos sopés andinos, embora os abalos da formação andina tivessem provocado fraturas e a abertura da fossa do Marajó, além de flexuras em sua parte ocidental, os desníveis máximos em superfície resultaram num encaixamento do rio Amazonas e seus afluentes. Na planície Amazônica, encontra-se a maior rede hidrográfica do mundo, com uma área de cerca de 7 000 000 km².
Ao norte da planície Amazônica, estendendo-se por quase 500 000 km², surge a bacia do Orinoco, que vai dos últimos rebordos dos Andes, a oeste, até o Atlântico, a leste. A planície é baixa, deprimida na sua parte central, onde alcança 40 m de altitude, mais elevada para oeste, em direção aos planaltos andinos, onde chega 200m, e para leste, onde as mesas atingem de 200 a 300 m. Do lado leste da planície, ao norte do Orinoco, os rios cortam mesas de arenitos, enquanto ao sul atravessam terraços de seixos rolados, que mais adiante dão lugar a areias e argilas. A planície do Orinoco é continuada para o sul através de lhanos do Beni, de Mojos, Guarayos e de Chiquitos, que constituem, em sua maior parte, meras extremidades ocidentais da planície Amazônica.
Ao sul da Bolívia, inicia-se uma região que abrange toda a metade ocidental do Paraguai e nordeste da Argentina, termo de transição entre as planícies do norte e a planície do Pampa: o Chaco, depressão afunilada, baixa (200 a 300 mm), cercada a oeste pelos rebordos planaltinos dos Andes e das serras pampianas, e a leste pelos rebordos do planalto Brasileiro.
Ao sul do Chaco, estendem-se os pampas, região plana, com cerca de 200 m de altitude, deprimida sua porção central, onde formaram bacias sem escoamento para o mar, como a Salado do Norte ou a do Mar Chiquita. A noroeste da província de Buenos Aires, erguem-se as serras pampianas, dobramentos paleozoicos, rejuvenescidos depois, provavelmente aos movimentos que causaram a elevação dos Andes. A serra de Famatina (cerca de 6 000 m) é a mais alta desse conjunto, onde também se destacam as serras de Fiambala, Velasco, Ancasti, Córdoba, San Luis e Tandil.
Diferente é o aspecto morfológico geral da região situada a leste das referidas planícies, formando a segunda importante faixa de relevo da América do Sul. Trata-se do planalto Brasileiro e seu prolongamento para o norte, o planalto das Guianas. Este último, situado entre as planícies do Orinoco e Amazônica, estende-se pela fronteira brasileira com as Guianas e com a Venezuela, tendo como ponto culminante o pico da Neblina (3 014 m). A escarpa do planalto, do lado sul, desce abruptamente até encontrar uma plataforma de cerca de 200 m de altitude que faz a transição para planície Amazônica. Para o norte, em direção à planície do Orinoco, suas vertentes são mais suaves, formando mesas de 200–300 m de altitude. Depois da interrupção produzida pela planície a área planaltina prossegue para o sul, constituindo-se no planalto Brasileiro, com cerca de cinco milhões de km2, que cobre a maior parte do território brasileiro e uruguaio.
Interrompidas mais ao sul pelos depósitos pampianos, as formas planaltinas reaparecem ao sul do rio Colorado (Argentina), constituindo o planalto da Patagônia, formado por um embasamento cristalino, que aflora em diversos locais, elevando-se, às vezes, até 1 000 m de altitude, e por uma cobertura sedimentar que compreende terrenos mesozoicos e cenozoicos. Apesar do domínio das formações continentais, há sinais de transgressão marinha na costa, que penetrou profundamente até Neuquén, a oeste do golfo de San Jorge e na região subandina da Patagônia meridional. Os depósitos sedimentares consistem principalmente em arenitos vermelhos, cinzas, argilas e tufos, enquanto os basaltos formam as partes mais elevadas do planalto. A superfície atual parece corresponder a um peneplano, cuja formação data do fim do Plioceno. Movimentos posteriores de soerguimento aprofundaram os vales na massa sedimentar. Os vales patagônicos, que em regra se caracterizam por uma topografia semidesértica, possuem perfis longitudinais com forte inclinação, largos talvegues cercados por altas vertentes, onde os lençóis eruptivos resistentes afloram acima dos arenitos móveis, e cujos escarpamentos são desgastados pelos ventos. Como os soerguimentos pós-pliocênicos não se fizeram uniformemente, restaram áreas deprimidas, às vezes fechadas, como as dos lagos Musters e Colhué Huapi, de caráter tectônico, e as dos bajos de San Juan, Vacheta e Gualicho, todos resultantes da erosão eólica. O trabalho de aluviamento por via eólica ocasiona, no planalto, depósitos de finos grãos, e o pó acumulado nas depressões e fixado pela umidade acaba formando argila. Mas se a depressão é fechada, ou se a circulação das águas é reduzida, a argila torna-se salgada, formando os salitrais. Se no entanto, as águas subterrâneas têm seu escoamento assegurado, a argila eólica, forma o malín, cuja zona de ocorrência corresponde a áreas mais úmidas situadas nas proximidades dos Andes e nos rebordos dos maciços mais elevados. Ao sul de Santa Cruz, as argilas de blocos morâinicos completam os vales e, a partir de Gallegos, cobrem a maior parte do planalto.
O oeste da América do Sul é ocupado pela terceira grande faixa morfo-estrutural e que constitui a extensa cordilheira dos Andes, que se estende desde o norte da Venezuela até ao sul do continente.
A par dessas três áreas morfo-estruturais, observa-se um grande contraste morfológico entre o litoral do Atlântico (16 000 km de extensão) e o do Pacífico (9 000 km).
O litoral atlântico é, em geral, baixo, de fraco declive, arenoso ou constituído de depósitos fluviais e ostenta uma larga plataforma continental. Além disso, é rico em acidentes, tais como os golfos de Darien e da Venezuela; penínsulas de Goajira e Pária (mar das Antilhas); golfos de Pária, São Matias e São Jorge; baías de São Marcos, Todos os Santos e Guanabara; e as grandes embocadoras dos rios da Prata e Amazonas, os rios desempenharam papel importante na configuração do litoral, como na formação do delta do Orinoco, de grande parte das ilhas da foz do Amazonas e do delta do Paraná. Mas tiveram importância também a erosão marinha, como nas costas uruguaias e brasileiras, e os movimentos epirogênicos, como no levantamento do litoral patagônico, as oscilações da costa pampiana e o afundamento de parte do litoral nordestino brasileiro.
As costas do Pacífico são altas: as grandes altitudes se opõem imensas profundidades submarinas, quase não existindo plataforma continental. Seus principais acidentes são os golfos de Guayaquil, Arica e Corcovado, e a península de Peñas. A única área mais acidentada é a situada ao sul, onde aparecem ilhas e arquipélagos, como o de Chonos, Madre de Díos, Reina Adelaide, além da ilha da Terra do Fogo, separada do continente pelo estreito de Magalhães.

### Regiões geodésicas
A América do Sul é formada por várias regiões geodésicas. A América do Sul Setentrional, por exemplo, é formada pelas Guianas, Venezuela e Colômbia. Já a América do Sul Ocidental pelo Peru, Equador e Bolívia. A América do Sul Meridional pelo Chile, Uruguai e Argentina e a América do Sul Oriental ou Centro-Oriental pelo Brasil. No entanto, essas microrregiões podem ser subdivididas sem respeitar os critérios das fronteiras geopolíticas e assim o Nordeste brasileiro por exemplo seria considerado o Nordeste Sul-americano junto com estados tais como PA, AP, TO, GO, MG, ES, etc ou mesmo isoladamente.

## Clima
A distribuição das temperaturas médias na região apresenta uma regularidade constante a partir dos 30º de latitude sul, quando as isotermas tendem, cada vez mais, a se confundir com os graus de latitude.
Nas latitudes temperadas, os invernos são mais quentes e os verões mais frios do que na América do Norte. Pelo fato de sua parte mais larga localizar-se na zona equatorial, a região possui mais áreas de planícies tropicais do que qualquer outro continente.
As temperaturas médias anuais na bacia Amazônica oscilam em torno de 27 graus Celsius, com pequenas variações estacionais. Entre o lago de Maracaibo e a foz do Orinoco, abrangendo toda a bacia desse rio, predomina um clima tropical do tipo senegalês, que engloba também o centro-leste do planalto Brasileiro, incluindo a alta bacia do Paraná, quase toda a bacia do São Francisco, a maior parte do território do Paraguai e o sudoeste da Bolívia.
O centro-leste do planalto Brasileiro possui clima tropical úmido e quente. As partes norte e leste do pampa argentino clima temperado oceânico, enquanto as faixas oeste e leste tem clima temperado, mas de caráter continental mais seco. Nos pontos mais elevados da região andina, os climas são mais frios do tipo norueguês. Nos planaltos andinos, desde o norte da América do Sul até o trópico de Capricórnio, predomina o clima quente, embora amenizado pela altitude, enquanto na faixa costeira, a oeste dos Andes, desde o extremo norte até o golfo de Guayaquil, registra-se um clima equatorial do tipo guineano. Deste ponto até o norte do litoral chileno aparecem, sucessivamente, climas mediterrâneo oceânico, temperado do tipo bretão e, já na Terra do Fogo, clima frio do tipo siberiano.
A distribuição das chuvas relaciona-se com o regime dos ventos e das massas de ar. Na maior parte da região tropical a leste dos Andes, os ventos que sopram do nordeste, leste e sudeste carregam umidade do Atlântico, provocando abundante precipitação pluviométrica: totais anuais de 2 200–3 000 mm no baixo Amazonas e no litoral das Guianas, de 1 500 a 1 800 mm no médio Amazonas, e de 2 200 a 3 800 mm no trecho superior da bacia. Nos lhanos do Orinoco e no planalto das Guianas, as precipitações vão de moderadas a elevadas. O litoral colombiano do Pacífico e o norte do Equador são regiões bastante chuvosas, enquanto o golfo de Guayaquil assinala a transição para as faixas litorâneas secas do Peru e do norte do Chile. O deserto de Atacama, ao longo desse trecho da costa, é uma das regiões mais secas do mundo. Os trechos central e meridional do Chile são sujeitos a ciclones, e a maior parte da Patagônia argentina é desértica. Nos pampas da Argentina, Uruguai e Sul do Brasil a pluviosidade moderada, com chuvas bem distribuídas durante o ano. As condições moderadamente secas do Chaco opõe-se a intensa pluviosidade da região oriental do Paraguai. Na costa do semi-árido Nordeste brasileiro as chuvas estão ligadas a um regime de monções.
Fatores importantes na determinação dos climas são as correntes marítimas. A corrente de Humboldt é, em parte, responsável pelo esfriamento da costa do Pacífico, enquanto a corrente das Malvinas conserva frio o litoral argentino. A corrente equatorial do Atlântico Sul esbarra no litoral do Nordeste e aí divide-se em duas outras: a corrente do Brasil, que dirige para o sul, e a Corrente das Guianas,[carece de fontes?] uma corrente costeira que flui para o noroeste rumo às Antilhas, onde lá muda-se para rumo nordeste formando assim a mais importante e famosa corrente oceânica do mundo, a Corrente do Golfo que foi percebida originalmente e acidentalmente pelo navegador espanhol Juan Ponce de León em 1513, mas devido a sua morte precoce em Julho de 1521, só foi descoberta em 1777 por Benjamin Franklin graças a uma carta que o cientista recebeu da Marinha Britânica sobre o motivo dos atrasos na entrega de encomendas a América do Norte. No litoral norte do Pacífico, a contracorrente envia suas águas quentes até as praias ocidentais da Colômbia e Equador.

## Hidrografia

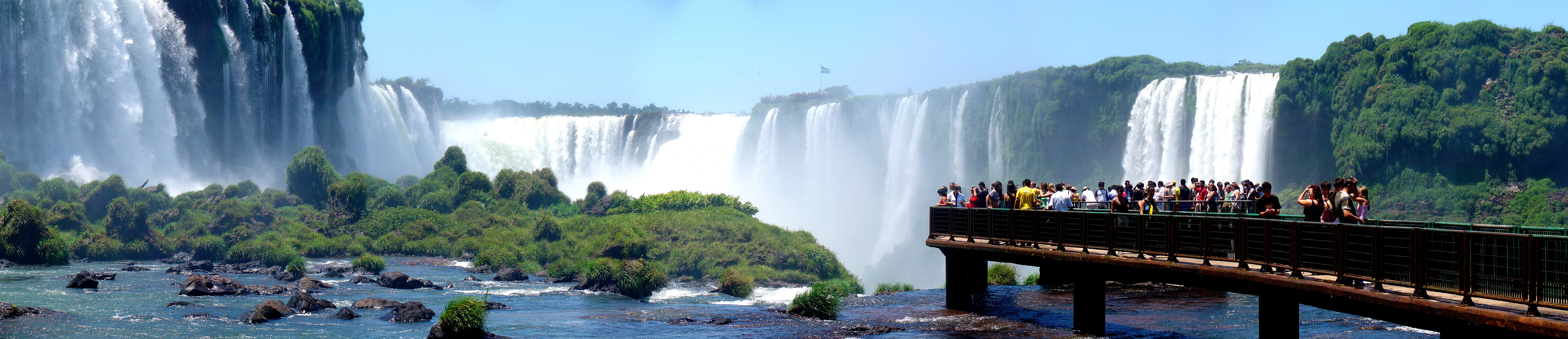
Cataratas do Iguaçu.

Os mais importantes sistemas hidrográficos da América do Sul — o do Amazonas, do Orinoco e do Paraná–rio da Prata — têm a maior parte de suas bacias de drenagem na planície. Os três sistemas, em conjunto, drenam uma área de cerca de 9 583 000 km2. O do Amazonas, com diversos afluentes importantes — Negro, Japurá, Juruá, Purus, Madeira, é o mais vasto. Outros rios importantes da América do Sul são o Madalena, na Colômbia, e o São Francisco, no Brasil.
A maior parte dos lagos da América do Sul localiza-se nos Andes ou ao longo de seu sopé. Entre os lagos andinos, destacam-se o Titicaca e o Poopó. A mais importante formação lacustre do norte é o lago de Maracaibo, na Venezuela, e na costa oriental salienta-se a lagoa dos Patos, no Brasil.

## Meio ambiente

### Vegetação
A cobertura vegetal é complexa, especialmente nos planaltos e nas áreas em que ocorrem diferenças de precipitação pluviométrica. As florestas tropicais úmidas são bastante extensas, cobrindo a bacia Amazônica, onde constitui a Hileia, a faixa atlântica brasileira, desde o Nordeste até Santa Catarina, e a franja litorânea do Pacífico, entre os golfos de Guayaquil e Maracaibo.
Uma zona semicircular de florestas temperadas de araucária reveste parte do planalto Meridional Brasileiro, enquanto a floresta fria estende-se sobre os Andes centro-meridionais chilenos, e florestas tropicais descontínuas compreendem a região do Chaco, ao sul da Bolívia, norte da Argentina e oeste do Paraguai.
Existem vastas áreas de campos e savanas. Característicos da bacia do Orinoco são os lhanos (llanos), denominação local das savanas. No Nordeste brasileiro, sob um clima semiárido, aparece a caatinga e, correspondendo ao clima tropical, estendem-se os cerrados do Brasil central. Os páramos, vegetação estépica de altitude, cobrem amplas porções dos planaltos interandinos do Equador e do Peru setentrional, enquanto os pampas apresentam também uma vegetação estépica úmida, no arco que circunda a região platina, seca no oeste e no planalto da Patagônia. E a vegetação desértica das punas, predomina em larga faixa do litoral do Pacífico, no Peru centro-meridional, norte do Chile e nordeste da Argentina.

### Fauna

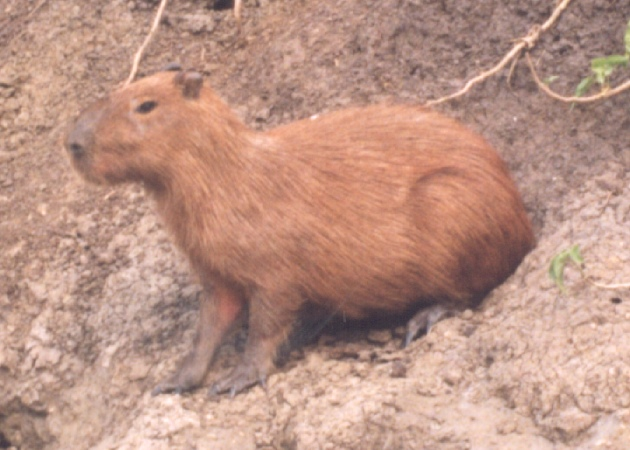
Hydrochoerus hydrochaeris.

Quando as Américas do norte e do sul ligaram-se pelo istmo do Panamá, ocorreu o Grande Intercâmbio Americano quando a fauna terrestre e aquática (água doce) pôde, então, migrar do norte para o sul e vice-versa.
Os animais nativos da América do Sul pertencem, em sua maioria, ao chamado domínio neotrópico da zoogeografia. A fauna das florestas tropicais caracteriza-se pela abundância de macacos, antas, roedores (inclusive a capivara, o maior roedor do mundo), aves (papagaios, garças, etc.) e répteis (jacarés). Os animais de grande porte da família dos felídeos são relativamente raros, bem como os grandes herbívoros. Os mais característicos membros da fauna amazônica são o peixe-boi, mamífero aquático e vegetariano, e a piranha, peixe de pequeno porte e de grande ferocidade.
A região dos Andes, as estepes frias e desertos da Patagônia possuem uma fauna peculiaríssima. Os mais importantes animais nativos dos Andes centrais são os quatro membros do ramo americano de camelídeos: guanaco, lhama, alpaca e vicunha não foram inteiramente domesticados, mas o lhama e a alpaca são de grande utilidade para o homem. A chinchila, roedor que habita certas áreas elevadas dos Andes, é famosa por sua magnífica pele. A ema, pássaro aparentado ao avestruz, com três dedos, ocorre desde a Terra do Fogo até o Brasil central.
A pradarias situadas no sul do Amazonas possuem uma fauna caracteristicamente transicional, entre o Amazonas, de um lado, e o Chaco e os pampas, de outro. Nessa área ocorrem espécies tropicais, tais como macacos, tamanduás, preguiças, antas e papagaios, ao mesmo tempo que animais das regiões mais frias, como avestruzes e tatus. Felídeos de grande porte como a onça-pintada, inclusive jaguarés e pumas, existem em Mato Grosso e outras áreas do interior.